# Jan Oxenberg
Jan Oxenberg (* 1945) ist eine US-amerikanische Filmregisseurin und Filmproduzentin. Oxenberg absolvierte eine Ausbildung am California Institute of the Arts. Sie drehte und produzierte verschiedene Filme und Dokumentationen sowie Fernsehfolgen für verschiedene Fernsehserien.

## Filmografie (Auswahl)

### Filmproduzent
- 1975: A Comedy in Six Unnatural Acts
- 1991: Thank You and Good Night (Dokumentation)
- 1998–1999: Chicago Hope (TV Show) (3 Folgen)
- 1999–2001: Once and Again (TV Show) (43 Folgen)
- 2001: The Education of Max Bickford (TV Show)
- 2002: Robbery Homicide Division (TV Show)
- 2003: Mister Sterling (TV Show) (3 Folgen)
- 2003–2004: Cold Case (TV Show) (22 Folgen)
- 2006–2007: Kidnapped (TV Show) (12 Folgen)
- 2008: Long Island Confidential (TV-Film)
- 2011: In Plain Sight (TV Show) (2 Folgen)
- 2013: Pretty Little Liars (TV Show) (3 Folgen)

### Filmregisseur
- 1973: Home Movie (Kurzfilm)
- 1974: I'm Not One of 'Em (Kurzfilm)
- 1975: Films by Jan Oxenberg (Kurzfilm)
- 1975: A Comedy in Six Unnatural Acts
- 1991: Thank You and Good Night (Dokumentation)

### Filmeditor
- 1975: A Comedy in Six Unnatural Acts

### Sound
- 1986: Rate It X (Dokumentation)
- 1975: Woman to Woman (Dokumentation)

## Auszeichnungen und Preise (Auswahl)
- 1992: Preis der Niederländischen Filmkritik für Thank You and Good Night